# هلوبینه
شهر هلوبینه (به روسی: Глобине) در استان پولتاوا در کشور اوکراین واقع شده‌است. جمعیت این شهر ۱۲٬۹۰۲ نفر است.